# Övertorps kalkbruk

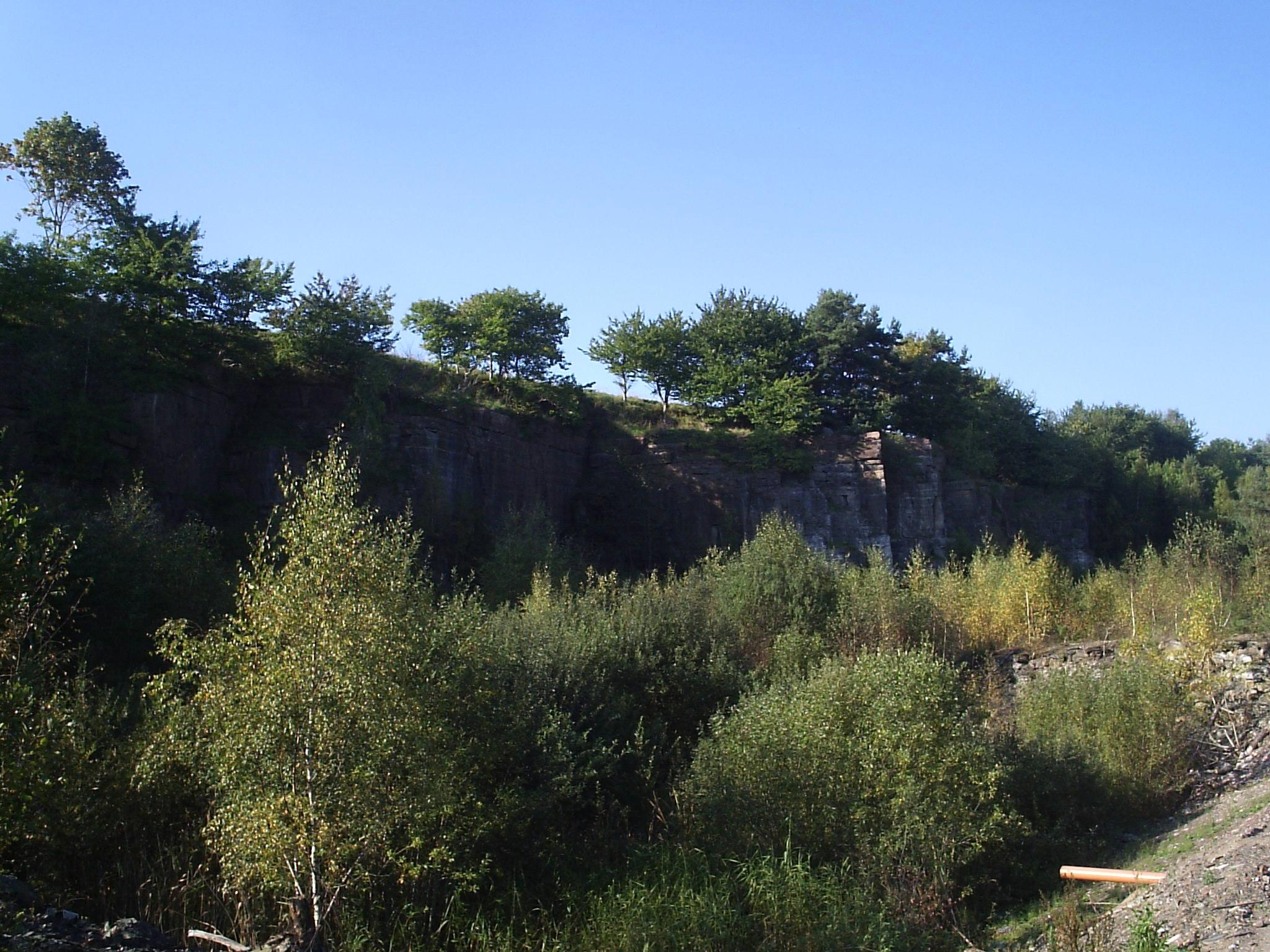
Den västra kanten av kalkbrottet, med kalklagret synligt

Övertorps kalkbruk var ett kalkbruk i Ekedalen, Tidaholms kommun. Bruket startade kring 1850, efter nedläggning av Kavlås alunbruk på samma plats. Verksamheten expanderade starkt från år 1900, för att få sin storhetstid under första världskriget. År 1918 köptes bruket upp av Västergötlands Förenade Kalkindustrier. En nedgångsperiod följde under 1920-talet. Bruket levde kvar i mindre skala fram till 1954.

## Bakgrund
1746 startade Fredric Ulric von Essen på Kavlås slott alunbruk vid sjön Bruksdammen i vad som är utkanten av dagens Ekedalen. Privilegierna för bruket möttes av stora lokala protester på grund av den stora förbrukningen av ved i tillverkningen av alun. Framställningsprocessen var i princip att den oljehaltiga alunskiffern rostades så att oljan förbrändes, den rostade skiffern lakades ut i stora pannor med kokande vatten. Lakvattnet från processen renades i flera steg för att få fram ren alun, även vitriol och svavel framställdes. Vattnet till tillverkningen pumpades från Bruksdammen med hjälp av en pump driven med en Konstgång från ett vattenhjul i Konstabäcken som rinner från Kvarnasjön.  Bruket sysselsatte i början av 1800-talet cirka 40 arbetare och producerade 650 tunnor alun årligen, som mest uppgick produktionen till 1000 tunnor årligen och antalet anställda till 80 personer. 1855 upphörde alunbruket sedan nya och billigare framställningsmetoder för alun hade upptäckts. Brytningen av alunskiffer kom att expandera till Övertorps kalkbruk under början av 1800-talet.

## Kalkbruket

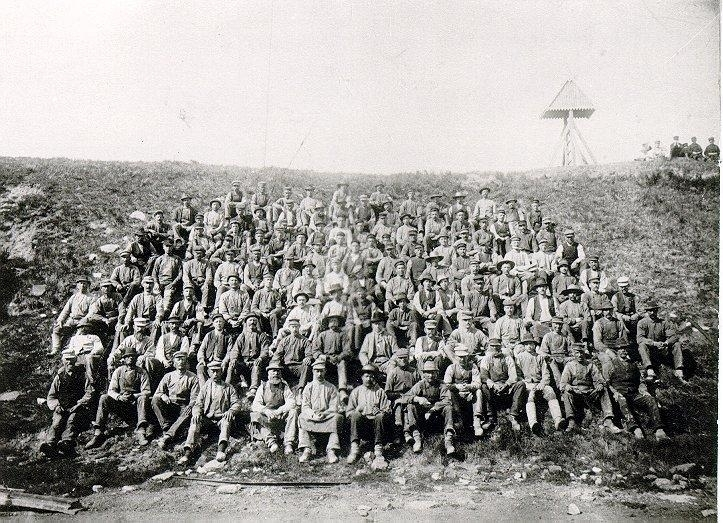
Arbetare vid Kavlås Kalkbrott. Hela arbetsstyrkan samlad med platschefen Josef Larsson i mitten av andra raden (i mörk hatt). På höjden bakom en klockstapel, klockan ringde vid arbetets början och slut.

Sedan Kavlås alunbruk upphörde ändrades verksamheten till brytning av kalksten, jämte brytning av alunskiffer för att bränna kalk. Kalken brändes i fältugnar som sprängdes ut i skifferlagret, samt försågs med en murad ugnsöppning. I ugnarna varvades skiffer och kalksten i lager, den oljerika skiffern fungerade som bränsle i ugnen, med hjälp av en kraftig vedbrasa så tändes ugnen. 
Järnvägen underlättade transporterna av bränd kalk och ökade avsättningsområdet. Åren 1871-1890 ökade kalkbrottets årliga produktion bränd kalk från cirka 300 000 kubikfot till 440 000 kubikfot. Kalkbrottet sysselsatte dessa år ett 90-tal arbetare. Från 1870-talet och framåt bedrevs även stenhuggeri i kalkbrottet.
Från och med 1890-talet angavs produktionssiffrorna inte längre i kubikfot utan i hektoliter. Vid mitten av 1890-talet producerades 160 000 hl bränd kalk årligen. I slutet av 1890-talet sjönk produktionen, för att år 1900 stiga enormt. Antalet arbetare ökade till cirka 135, därav 110 fast anställda och 25 daglönare.
Under hela 1910-talet var Kavlås/Övertorps kalkbruk, med 150-160 anställda arbetare, störst i Billingen-Falbygden. Anläggningen omfattade cirka 25 brännugnar. Årligen producerades 350 000 hl bränd kalk.
Handelsblockaden under första världskriget innebar stopp för import av konstgödsel. Istället användes bränd kalk och kalkindustrins avsättning ökade. Det såldes kalk som aldrig förr och kalkindustrins förtjänster sköt i höjden, speciellt för de kalkbruk som använde alunskiffer istället för importerad kol som bränsle. 
År 1918 bildades Västergötlands Förenade Kalkindustrier (VFK) som snart köpte upp de största bruken i landskapet. von Essen på Kavlås sålde 1919 sina båda kalkbruk Ödegården och Övertorp till VFK för 2 569 600 kronor. Efter övertagandet sjönk produktionen, men kalkbrottet förblev stort. Mellan åren 1920 och 1924 producerades 180 000 hl bränd kalk årligen, av 117 anställda arbetare.
Vid mitten av 1920-talet inträffade en kraftig nedgång för kalkindustrin. Importen av konstgödsel hade kommit igång igen efter kriget, så att intresset för kalk sjönk. Lönsamheten inom kalkindustrin minskade därför drastiskt. Produktionen vid Övertorp sjönk till 106 000-120 000 hl årligen. Antalet arbetare i brottet minskade till hälften. 1927 upphörde produktionen vid Ödegårdens kalkbruk. Vid Övertorps kalkbruk kvarlevde en mer småskalig drift fram till 1954. I slutet arbetade 15-20 personer vid kalkbruket.
Senare har en del av brottet använts som soptipp.

## Järnväg

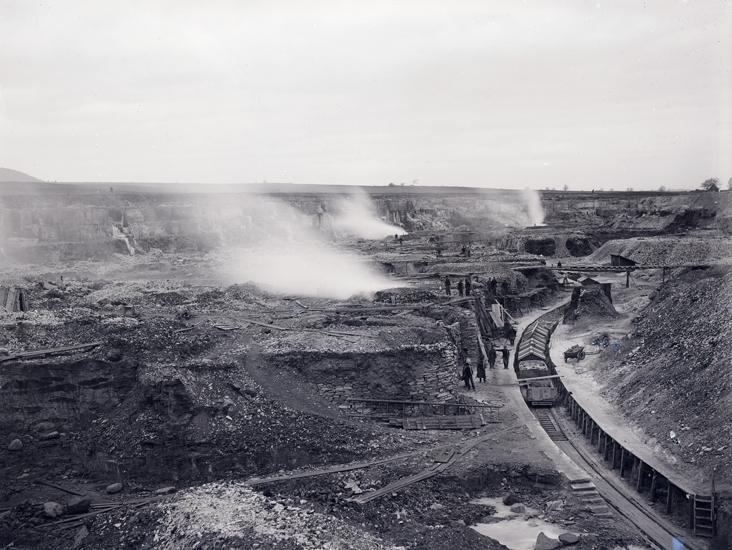
Kalkugnarna med järnvägsspår framför, de typiska täckta vagnarna för kalktransporter.

Hjo–Stenstorps Järnväg (HSJ) utökades med en bibana till Ekedalen 1874, främst för att underlätta kalktransporter från kalkbruken runt Ekedalen. I första steget drogs bibanan endast till kalkstensbrottet i Övertorp. Nära detta spår byggdes lokstall och vagnverkstad. 1877 förlängdes spåret till själva kalkbruket. Från början sköttes trafiken med hjälp av lok från HSJ, men 1909 köptes det första egna loket in från Lidköping–Kållands järnväg. Inne i kalkbrottet löpte spåret framför kalkugnarna, där den brända kalken lastades på lastvagnar med lock för att skydda lasten mot väta. 
När Övertorps kalkbruk nedlades 1954 revs järnvägsspåret och de sista loken skrotades. I mitten av 1970-talet revs brukets lokstall och vagnverkstad.  
- Nydqvist & Holm AB Trollhättan tillverkat 1889. Nr 296. för Hultsfred-Västerviks Järnväg med beteckningen 16 Rapp.

1908 Lidköping–Kållands järnväg.
1909 till Övertorp.
1913 till Bredegårdens kalkbruk
1944 till Övertorp
1955 Skrot
- Nydqvist & Holm AB Trollhättan tillverkat 1889. Nr 295. Hultsfred-Västerviks Järnväg med beteckningen 15 Snabb

1908 till Skara–Timmersdala Järnväg.
1913 till Ödegårdens kalkbruk.
Före 1918 till Övertorp.
1924 till Ödegårdens kalkbruk.
1929 Skrot.
- Kristinehamns Mekaniska Werkstad tillverkat 1873. Nr 6. för Hjo-Stenstorp Järnväg med beteckningen 2 Alexis Sparre.

1916 uthyrt till Ödegårdens kalkbruk sedan köpt.
1919 till Övertorp.
1941 Skrot
- Motala Verkstad tillverkat 1884. Nr 68. för Hvetlanda–Säfsjö Järnväg med beteckningen 1 Hvetlanda.

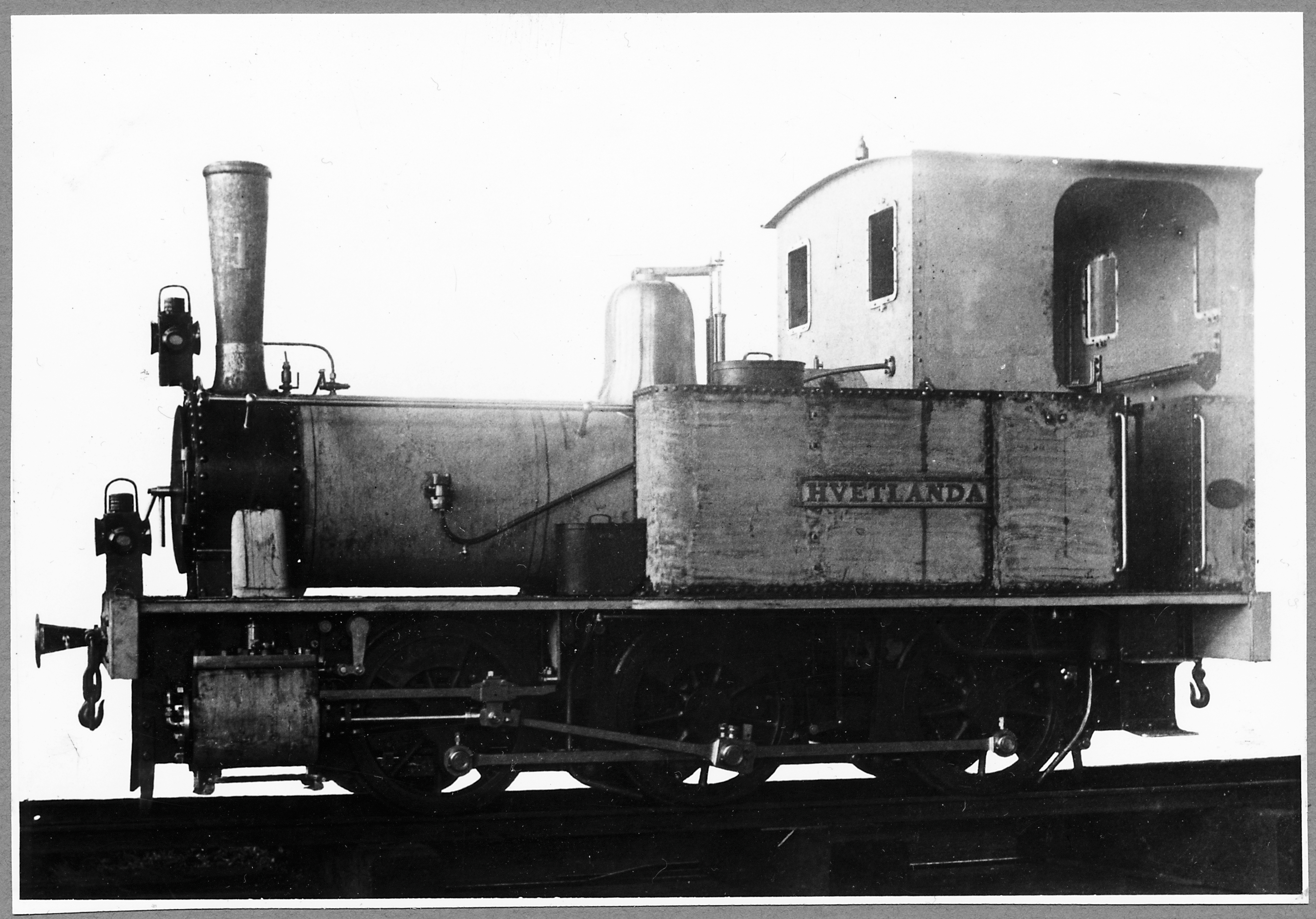
1 Hvetlanda

1911 till Ödegårdens kalkbruk.
1924 till Stenåsens kalkbruk.
1928 till Övertorp.
Ca 1955 Skrot.